# Вівчарик тонкодзьобий
Вівча́рик тонкодзьобий (Phylloscopus tytleri) — вид горобцеподібних птахів родини вівчарикових (Phylloscopidae).

## Назва
Вид названо на честь британського натураліста Роберта Крістофера Тайтлера (1818—1872).

## Поширення
Вид поширений в Афганістані, Пакистані, Непалі та на півночі Індії. Мігрує через західні Гімалаї, щоб зимувати в південній Індії, зокрема в Західних Гатах і Нілгірі. Його природне середовище існування — тропічні та субтропічні гірські ліси.